# Associazione Sportiva Calcio Viareggio 1968-1969
Questa voce raccoglie le informazioni riguardanti l'Associazione Sportiva Calcio Viareggio nelle competizioni ufficiali della stagione 1968-1969.

## Stagione
Dodicesima stagione di Serie C, III livello. Campionato di assoluta tranquillità rispetto ad 8 anni precedenti. Il Viareggio è il terzo miglior attacco della stagione.

## Rosa
| N. |                   | Ruolo | Calciatore          |
| -- | ----------------- | ----- | ------------------- |
|    | Italia (bandiera) | A     | Alessandro Barbetti |
|    | Italia (bandiera) | C     | Alberto Bertacca    |
|    | Italia (bandiera) | D     | Valerio Bertini     |
|    | Italia (bandiera) | D     | Remo Bonzi          |
|    | Italia (bandiera) | D     | Rolando Coscetti    |
|    | Italia (bandiera) | D     | Edoardo Cupisti     |
|    | Italia (bandiera) | A     | Sergio Dossena      |
|    | Italia (bandiera) | C     | Luigi Ferrari       |
|    | Italia (bandiera) | P     | Alfredo Franci      |
|    | Italia (bandiera) | A     | Luciano Guercilena  |
|    | Italia (bandiera) | D     | Massimo Marchetti   |

| N. |                   | Ruolo | Calciatore         |
| -- | ----------------- | ----- | ------------------ |
|    | Italia (bandiera) | C     | Andrea Nesti       |
|    | Italia (bandiera) | C     | Mauro Niccolai     |
|    | Italia (bandiera) | A     | Giancarlo Prestini |
|    | Italia (bandiera) | C     | Lorenzo Rossi      |
|    | Italia (bandiera) | C     | Mario Rossini      |
|    | Italia (bandiera) | C     | Gianluigi Savoldi  |
|    | Italia (bandiera) | P     | Oriano Testa       |
|    | Italia (bandiera) | D     | Roberto Turchi     |
|    | Italia (bandiera) | A     | Claudio Veronesi   |
|    | Italia (bandiera) | P     | Silvano Vincenzi   |